# Maria Hilfe der Christen (Gräfenhainichen)

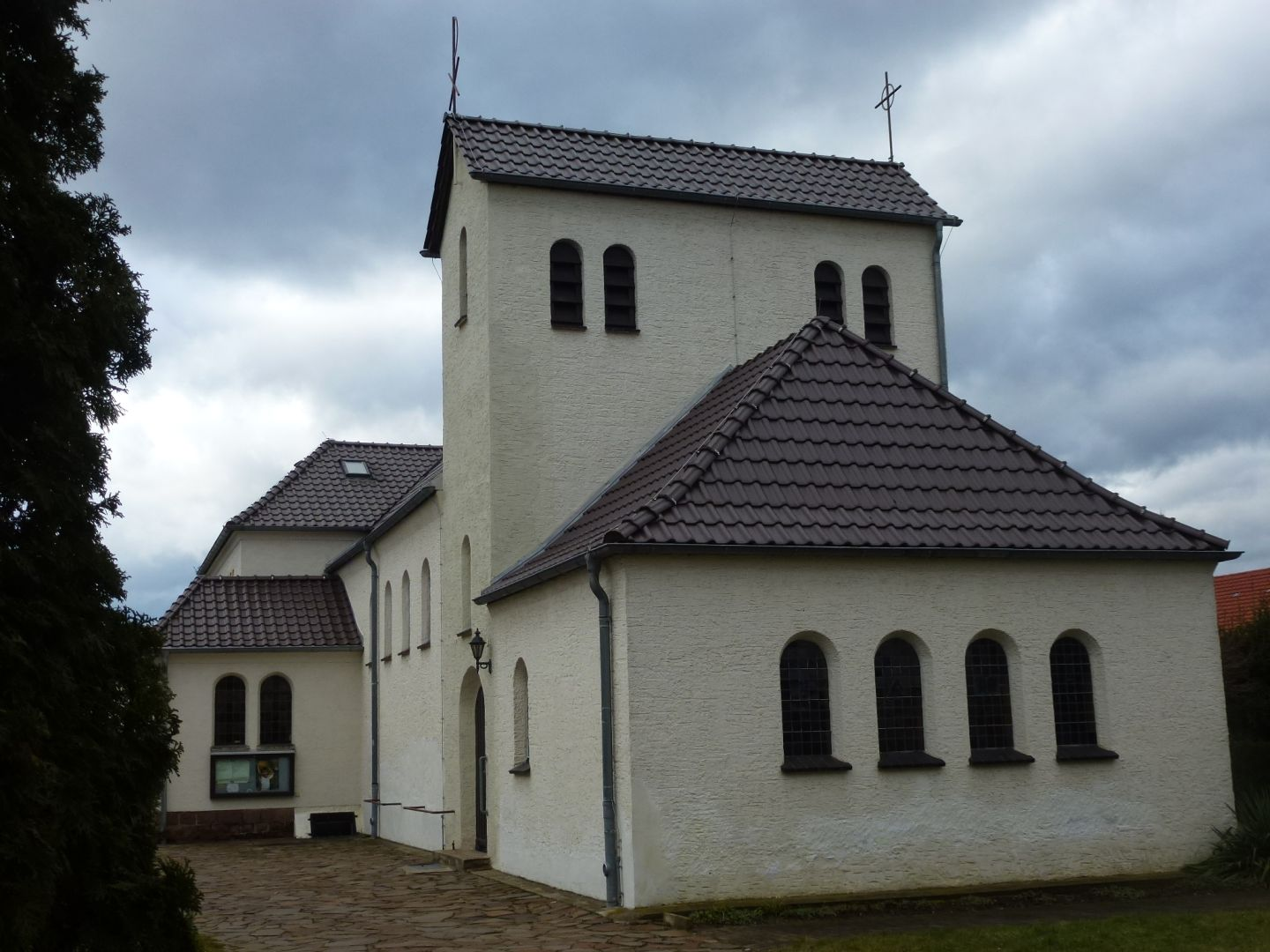
Maria-Hilfe-der-Christen-Kirche

Die Kirche Maria Hilfe der Christen ist die katholische Kirche in Gräfenhainichen, einer Stadt im Landkreis Wittenberg in Sachsen-Anhalt. Das nach der Anrufung Maria, Hilfe der Christen benannte Gotteshaus gehört zur Pfarrei Heilige Familie mit Sitz in Bitterfeld, im Dekanat Dessau des Bistums Magdeburg. Das Gebäude hat die Adresse Rudolf-Breitscheid-Straße 55  und ist im Denkmalverzeichnis des Landes Sachsen-Anhalt unter der Erfassungsnummer 094 40205 als Baudenkmal verzeichnet.

## Geschichte
Durch die Reformation wurden die Einwohner und die St.-Marien-Kirche von Gräfenhainichen, das damals zum Erzbistum Magdeburg gehörte, im 16. Jahrhundert evangelisch-lutherisch.
Durch die Industrialisierung, den Braunkohlebergbau und besonders durch den 1915 beginnenden Bau des Kraftwerks Zschornewitz, des ersten Großkraftwerks Deutschlands, und den damit verbundenen Bedarf an Arbeitskräften siedelten sich wieder Katholiken in größerer Zahl in Gräfenhainichen an.
Friedrich Beulke, damals Pfarrer von Bitterfeld, zu dessen Pfarrei Gräfenhainichen gehörte, begann am 15. Juli 1917 mit Gottesdiensten in Gräfenhainichen. Diese fanden zunächst einmal in jedem zweiten Monat im Gasthof Weintraube statt.
1920 wurde im benachbarten Zschornewitz eine zur Pfarrei Bitterfeld gehörende Filialkirchengemeinde gegründet, zu der auch Gräfenhainichen gehörte, und eine Notkirche eingeweiht.
Am 13. März 1935 erfolgte der erste Spatenstich für die Kirche, und am 30. Juni 1936 folgte die Benediktion durch den Erzbischöflichen Kommissar Dr. Heinrich Winkelmann. Zunächst war die Kirche eine Gottesdienststation der Filialkirchengemeinde Zschornewitz.
1955 wurde Karlheinz Rohde (1925–2007), bisher Vikar an der St.-Antonius-von-Padua-Kirche in Zschornewitz, nach Gräfenhainichen versetzt. Damit wurde auch in Gräfenhainichen eine katholische Kirchengemeinde gegründet, die von Rohde aufgebaut und zum 1. April 1956 als Kuratie errichtet wurde. Diese zur Pfarrei Bitterfeld gehörende Kuratie wurde 1959 zur Filialkirchengemeinde erhoben und am 1. Juni 1964 zur Pfarrei. Bis 1974 leitete Rohde die Pfarrei, dann wurde er zum Pfarrer der Pfarrei St. Katharina und St. Barbara in Halberstadt ernannt.
Am 8. Juli 1994 wurde das Bistum Magdeburg gegründet, dem Gräfenhainichen seitdem angehört.
Zum 1. März 2006 wurde der Gemeindeverbund Bitterfeld – Gräfenhainichen – Holzweißig – Sandersdorf errichtet, der außer der Kirche in Gräfenhainichen auch die Herz-Jesu-Kirche in Bitterfeld, die St.-Michael-Kirche in Brehna, die St.-Josef-Kirche in Holzweißig, die St.-Barbara-Kapelle in Roitzsch, die St.-Marien-Kirche in Sandersdorf und die St.-Antonius-von-Padua-Kirche in Zschornewitz umfasste. Damals gehörten zur Pfarrei Gräfenhainichen rund 710 Katholiken.
Aus dem Gemeindeverbund wurde am 2. Mai 2010 die heutige Pfarrei Heilige Familie gebildet.
Der Gebäudekomplex wird von der Pfarrei Heilige Familie seit 2014 zum Verkauf angeboten.

## Architektur und Ausstattung
Die Kirche entstand nach Plänen des Architekten Johannes Reuter.
Der Altarraum wird von einer Kreuzigungsgruppe dominiert, die von zwei Engeln sowie 14 biblischen Personen und Heiligen flankiert wird. Links von der Kreuzigungsgruppe sind Albert der Große, Petrus, Isaias, Zacharias, Abraham, Adam und Ester dargestellt, rechts von ihr Paulus, Augustinus, Johannes der Täufer, Ezechiel, Ruth, Eva und Melchisedech.